# Cratere Sōseki
Sōseki  è un cratere sulla superficie di Mercurio.